# Баевская, Елена Вадимовна
Елена Вадимовна Баевская (род. 21 апреля 1953, Ленинград) — российский и американский филолог, переводчик.

## Биография
Мать — заслуженный деятель науки Российской Федерации, филолог-романист Эда Береговская, отец — филолог, стиховед Вадим Баевский; дед (по отцу) — сценарист и режиссёр Соломон Лазурин, по матери — этномузыковед и фольклорист Моисей Яковлевич Береговский. Занималась в переводческом семинаре Э. Л. Линецкой. Среди своих учителей называет также Ю. Б. Корнеева и Е. Г. Эткинда. С 1998 года живёт в США. Преподаёт французскую литературу в Мэрилендском университете.
Была замужем за поэтом Михаилом Ясновым; сын Дмитрий.

## Переводческие работы
Переводит стихи, прозу, драматургию, эссеистику с французского, английского и немецкого языков. Среди переведённых ею авторов — Расин, А. Дюма, Ламартин, Нерваль, Готье, Мюссе, Бодлер, Малларме, Пруст, Ростан, Гофмансталь, Тракль, Аполлинер, Кокто, Сименон, Эшноз, Элиаде, Ионеско, Беккет, поэты-сюрреалисты (А. Бретон, Л. Арагон), П. Киньяр и др.
Выполненные ею заново переводы (пере-переводы) героической комедии Ростана «Сирано де Бержерак» и романа Пруста «Комбре» — прославленных сочинений, не раз публиковавшихся прежде в других переложениях, — были высоко оценены критикой (Г. Дашевский, В. Мильчина); позднее в её переводе были изданы романы из цикла "В поисках утраченного времени" Марселя Пруста «В сторону Сванна», "Под сенью девушек в цвету" и «Сторона Германтов», «Содом и Гоморра».

## Признание
- Премия «Мастер» (2009) за перевод романа Пруста «Комбре».
- Премия Мориса Ваксмахера (2013) за новый перевод первой книги из цикла Марселя Пруста «В поисках утраченного времени»[7].
- Премия Мориса Ваксмахера (2018) за перевод эссе Пьера Менара «Искусство притворяться умным, Или краткое руководство для тех, кто не блещет умом, составленное человеком, которому бы не помешало прочесть подобное руководство», выполненный в соавторстве с Алиной Поповой[7].
- Премия Андрея Белого (2020) за новые переводы Марселя Пруста[8].
- Орден искусств и литературы (2024)